# Estación Zanapa
Estación Zanapa är en ort i Mexiko.   Den ligger i kommunen Huimanguillo och delstaten Tabasco, i den sydöstra delen av landet, 600 km öster om huvudstaden Mexico City. Estación Zanapa ligger 51 meter över havet och antalet invånare är 395.
Terrängen runt Estación Zanapa är mycket platt. Runt Estación Zanapa är det ganska glesbefolkat, med 45 invånare per kvadratkilometer. Närmaste större samhälle är Chontalpa, 14,6 km öster om Estación Zanapa. Trakten runt Estación Zanapa består till största delen av jordbruksmark.